# Eleições parlamentares europeias de 2014 no distrito de Aveiro
| Eleições parlamentares europeias de 2014 por Portugal Distritos: Aveiro \| Beja \| Braga \| Bragança \| Castelo Branco \| Coimbra \| Évora \| Faro \| Guarda \| Leiria \| Lisboa \| Portalegre \| Porto \| Santarém \| Setúbal \| Viana do Castelo \| Vila Real \| Viseu \| Açores \| Madeira \| Estrangeiro |

## Resultados por concelho
Os resultados nos concelhos do Distrito de Aveiro foram os seguintes:

### Águeda
| Partido                 | Partido                               | Votos  | %               | +/-   |
| ----------------------- | ------------------------------------- | ------ | --------------- | ----- |
|                         | Aliança Portugal                      | 4 929  | 36,63 / 100,00  | 10,66 |
|                         | Partido Socialista                    | 4 050  | 30,10 / 100,00  | 4,75  |
|                         | Partido da Terra                      | 989    | 7,35 / 100,00   | 6,89  |
|                         | Coligação Democrática Unitária        | 872    | 6,48 / 100,00   | 1,30  |
|                         | Bloco de Esquerda                     | 466    | 3,46 / 100,00   | 5,22  |
|                         | LIVRE/Tempo de Avançar                | 183    | 1,36 / 100,00   | Novo  |
|                         | PCTP/MRPP                             | 170    | 1,26 / 100,00   | 0,29  |
|                         | Partido pelos Animais e pela Natureza | 136    | 1,01 / 100,00   | Novo  |
|                         | Outros                                | 360    | 2,68 / 100,00   |       |
| Votos Inválidos         | Votos Inválidos                       | 1 302  | 9,68 / 100,00   | 1,08  |
| Total                   | Total                                 | 13 457 | 100,00 / 100,00 |       |
| Eleitorado/Participação | Eleitorado/Participação               | 43 648 | 30,83 / 100,00  | 1,69  |

| Freguesia                                        | %     | %     | %    | %    | %    | %    | %    | %    | Votantes |
| Freguesia                                        | AP    | PS    | MPT  | CDU  | BE   | L    | PCTP | PAN  | Votantes |
| ------------------------------------------------ | ----- | ----- | ---- | ---- | ---- | ---- | ---- | ---- | -------- |
| Aguada de Cima                                   | 38,93 | 30,70 | 6,20 | 4,39 | 4,39 | 1,93 | 0,86 | 1,07 | 935      |
| Águeda e Borralha                                | 31,81 | 33,14 | 8,28 | 7,28 | 3,52 | 1,86 | 1,27 | 1,12 | 3 926    |
| Barrô e Aguada de Baixo                          | 40,94 | 27,22 | 4,27 | 3,04 | 2,59 | 0,90 | 0,45 | 0,79 | 889      |
| Belazaima do Chão, Castanheira do Vouga e Agadão | 48,62 | 28,45 | 4,03 | 1,49 | 1,70 | 0,85 | 0,42 | 0,42 | 471      |
| Fermentelos                                      | 64,20 | 9,40  | 6,00 | 3,60 | 2,50 | 0,80 | 1,00 | 0,90 | 1 000    |
| Macinhata do Vouga                               | 36,71 | 32,25 | 7,13 | 6,40 | 3,02 | 0,48 | 1,57 | 0,72 | 828      |
| Préstimo e Macieira de Alcoba                    | 36,98 | 29,43 | 6,79 | 7,17 | 3,02 | 1,13 | 1,89 | 0,38 | 265      |
| Recardães e Espinhel                             | 33,26 | 32,73 | 8,40 | 6,72 | 4,35 | 1,62 | 1,22 | 1,33 | 1 726    |
| Travassô e Óis da Ribeira                        | 38,88 | 30,07 | 7,27 | 5,03 | 3,64 | 0,56 | 1,12 | 0,98 | 715      |
| Trofa, Segadães e Lamas do Vouga                 | 31,91 | 30,43 | 9,01 | 8,87 | 3,62 | 1,63 | 1,49 | 0,99 | 1 410    |
| Valongo do Vouga                                 | 29,18 | 33,90 | 6,81 | 9,75 | 3,56 | 0,77 | 2,17 | 1,01 | 1 292    |
| Águeda                                           | 36,63 | 30,10 | 7,35 | 6,48 | 3,46 | 1,36 | 1,26 | 1,01 | 13 457   |

### Albergaria-a-Velha
| Partido                 | Partido                               | Votos  | %               | +/-   |
| ----------------------- | ------------------------------------- | ------ | --------------- | ----- |
|                         | Aliança Portugal                      | 2 762  | 39,52 / 100,00  | 14,61 |
|                         | Partido Socialista                    | 1 727  | 24,71 / 100,00  | 4,69  |
|                         | Partido da Terra                      | 610    | 8,73 / 100,00   | 8,27  |
|                         | Coligação Democrática Unitária        | 479    | 6,85 / 100,00   | 1,91  |
|                         | Bloco de Esquerda                     | 250    | 3,58 / 100,00   | 5,09  |
|                         | PCTP/MRPP                             | 96     | 1,37 / 100,00   | 0,31  |
|                         | LIVRE/Tempo de Avançar                | 88     | 1,26 / 100,00   | Novo  |
|                         | Partido pelos Animais e pela Natureza | 87     | 1,24 / 100,00   | Novo  |
|                         | Outros                                | 252    | 3,60 / 100,00   |       |
| Votos Inválidos         | Votos Inválidos                       | 638    | 9,13 / 100,00   | 1,36  |
| Total                   | Total                                 | 6 989  | 100,00 / 100,00 |       |
| Eleitorado/Participação | Eleitorado/Participação               | 22 822 | 30,62 / 100,00  | 3,03  |

| Freguesia                     | %     | %     | %     | %     | %    | %    | %    | %    | Votantes |
| Freguesia                     | AP    | PS    | MPT   | CDU   | BE   | PCTP | L    | PAN  | Votantes |
| ----------------------------- | ----- | ----- | ----- | ----- | ---- | ---- | ---- | ---- | -------- |
| Albergaria-a-Velha e Valmaior | 36,76 | 24,82 | 9,24  | 7,52  | 3,81 | 1,12 | 1,55 | 1,40 | 2 780    |
| Alquerubim                    | 39,21 | 29,32 | 6,65  | 4,68  | 3,60 | 2,34 | 1,26 | 1,44 | 556      |
| Angeja                        | 31,64 | 30,84 | 6,68  | 11,13 | 4,77 | 1,27 | 0,95 | 0,64 | 629      |
| Branca                        | 43,72 | 21,30 | 10,65 | 5,22  | 2,71 | 1,79 | 1,06 | 1,19 | 1 512    |
| Ribeira de Fráguas            | 45,25 | 25,08 | 6,72  | 4,59  | 2,95 | 0,98 | 0,82 | 1,15 | 610      |
| São João de Loure e Frossos   | 42,79 | 22,73 | 7,98  | 7,43  | 3,88 | 1,22 | 1,22 | 1,22 | 902      |
| Albergaria-a-Velha            | 39,52 | 24,71 | 8,73  | 6,85  | 3,58 | 1,37 | 1,26 | 1,24 | 6 989    |

### Anadia
| Partido                 | Partido                               | Votos  | %               | +/-   |
| ----------------------- | ------------------------------------- | ------ | --------------- | ----- |
|                         | Aliança Portugal                      | 3 949  | 44,65 / 100,00  | 11,18 |
|                         | Partido Socialista                    | 1 988  | 22,48 / 100,00  | 3,40  |
|                         | Partido da Terra                      | 671    | 7,59 / 100,00   | 7,10  |
|                         | Coligação Democrática Unitária        | 446    | 5,04 / 100,00   | 0,42  |
|                         | Bloco de Esquerda                     | 255    | 2,88 / 100,00   | 5,20  |
|                         | LIVRE/Tempo de Avançar                | 106    | 1,20 / 100,00   | Novo  |
|                         | Partido pelos Animais e pela Natureza | 95     | 1,07 / 100,00   | Novo  |
|                         | PCTP/MRPP                             | 93     | 1,05 / 100,00   | 0,18  |
|                         | Outros                                | 278    | 3,16 / 100,00   |       |
| Votos Inválidos         | Votos Inválidos                       | 963    | 10,88 / 100,00  | 2,68  |
| Total                   | Total                                 | 8 844  | 100,00 / 100,00 |       |
| Eleitorado/Participação | Eleitorado/Participação               | 28 136 | 31,43 / 100,00  | 3,71  |

| Freguesia                                      | %     | %     | %     | %    | %    | %    | %    | %    | Votantes |
| Freguesia                                      | AP    | PS    | MPT   | CDU  | BE   | L    | PAN  | PCTP | Votantes |
| ---------------------------------------------- | ----- | ----- | ----- | ---- | ---- | ---- | ---- | ---- | -------- |
| Amoreira da Gândara, Paredes do Bairro e Ancas | 50,33 | 16,48 | 6,77  | 2,40 | 3,38 | 0,98 | 0,55 | 1,20 | 916      |
| Arcos e Mogofores                              | 35,88 | 25,76 | 10,78 | 7,85 | 3,21 | 2,10 | 1,33 | 1,00 | 1 809    |
| Avelãs de Caminho                              | 40,38 | 23,58 | 10,84 | 3,52 | 3,79 | 0,81 | 1,63 | 0,81 | 369      |
| Avelãs de Cima                                 | 60,30 | 14,87 | 6,28  | 2,73 | 2,05 | 0,68 | 0,55 | 0,55 | 733      |
| Moita                                          | 45,83 | 24,73 | 6,32  | 5,58 | 2,02 | 1,21 | 1,08 | 1,48 | 744      |
| Sangalhos                                      | 38,67 | 21,02 | 7,27  | 8,28 | 3,36 | 1,25 | 1,48 | 1,64 | 1 280    |
| São Lourenço do Bairro                         | 43,38 | 25,65 | 5,59  | 2,59 | 3,27 | 1,09 | 0,82 | 1,36 | 733      |
| Tamengos, Aguim e Óis do Bairro                | 40,84 | 27,69 | 9,16  | 5,06 | 2,69 | 1,08 | 1,08 | 1,08 | 928      |
| Vila Nova de Monsarros                         | 34,29 | 35,97 | 4,08  | 4,08 | 3,60 | 1,20 | 1,20 | 0,72 | 417      |
| Vilarinho do Bairro                            | 62,51 | 13,88 | 4,92  | 2,19 | 1,64 | 0,44 | 0,87 | 0,22 | 915      |
| Anadia                                         | 44,65 | 22,48 | 7,59  | 5,04 | 2,88 | 1,20 | 1,07 | 1,05 | 8 844    |

### Arouca
| Partido                 | Partido                               | Votos  | %               | +/-   |
| ----------------------- | ------------------------------------- | ------ | --------------- | ----- |
|                         | Aliança Portugal                      | 3 163  | 47,59 / 100,00  | 11,61 |
|                         | Partido Socialista                    | 1 501  | 22,59 / 100,00  | 3,29  |
|                         | Partido da Terra                      | 564    | 8,49 / 100,00   | 7,99  |
|                         | Coligação Democrática Unitária        | 248    | 3,73 / 100,00   | 0,48  |
|                         | Bloco de Esquerda                     | 124    | 1,87 / 100,00   | 3,91  |
|                         | Portugal pro Vida                     | 70     | 1,05 / 100,00   | Novo  |
|                         | Partido pelos Animais e pela Natureza | 67     | 1,01 / 100,00   | Novo  |
|                         | Outros                                | 328    | 4,95 / 100,00   |       |
| Votos Inválidos         | Votos Inválidos                       | 581    | 8,74 / 100,00   | 3,31  |
| Total                   | Total                                 | 6 646  | 100,00 / 100,00 |       |
| Eleitorado/Participação | Eleitorado/Participação               | 20 787 | 31,97 / 100,00  | 4,81  |

| Freguesia                       | %     | %     | %     | %    | %    | %    | %    | Votantes |
| Freguesia                       | PÀF   | PS    | MPT   | CDU  | BE   | PPV  | PAN  | Votantes |
| ------------------------------- | ----- | ----- | ----- | ---- | ---- | ---- | ---- | -------- |
| Alvarenga                       | 48,78 | 26,29 | 7,05  | 1,63 | 1,08 | 0    | 0,81 | 369      |
| Arouca e Burgo                  | 39,74 | 25,69 | 8,43  | 5,23 | 2,55 | 1,76 | 1,31 | 1 530    |
| Cabreiros e Albergaria da Serra | 22,89 | 59,04 | 2,41  | 3,61 | 1,20 | 0    | 1,20 | 83       |
| Canelas e Espiunca              | 54,49 | 21,26 | 6,31  | 1,99 | 1,33 | 1,33 | 1,00 | 301      |
| Chave                           | 43,54 | 20,79 | 10,94 | 5,03 | 3,06 | 0,88 | 0,88 | 457      |
| Covelo de Paivó e Janarde       | 62,03 | 21,52 | 7,59  | 0    | 0    | 2,53 | 0    | 79       |
| Escariz                         | 48,19 | 21,07 | 12,78 | 1,73 | 1,38 | 0,69 | 1,21 | 579      |
| Fermedo                         | 54,29 | 23,64 | 4,16  | 4,68 | 3,12 | 0,78 | 0,52 | 385      |
| Mansores                        | 65,94 | 15,79 | 4,64  | 2,17 | 1,24 | 0,62 | 0,62 | 323      |
| Moldes                          | 43,46 | 30,89 | 6,54  | 5,24 | 0    | 0,52 | 1,31 | 382      |
| Rossas                          | 51,26 | 15,48 | 7,95  | 6,69 | 1,26 | 1,88 | 0,21 | 478      |
| Santa Eulália                   | 46,87 | 23,51 | 7,79  | 2,75 | 1,83 | 1,07 | 0,92 | 655      |
| São Miguel do Mato              | 61,62 | 19,19 | 5,56  | 3,03 | 1,01 | 0    | 1,01 | 198      |
| Tropeço                         | 45,67 | 16,00 | 14,67 | 2,67 | 3,67 | 0,67 | 1,00 | 300      |
| Urrô                            | 50,00 | 16,27 | 11,14 | 1,81 | 1,20 | 0,90 | 1,51 | 332      |
| Várzea                          | 51,28 | 18,46 | 10,77 | 2,56 | 1,54 | 0,51 | 1,54 | 195      |
| Arouca                          | 47,59 | 22,59 | 8,49  | 3,73 | 1,87 | 1,05 | 1,01 | 6 646    |

### Aveiro
| Partido                 | Partido                               | Votos  | %               | +/-   |
| ----------------------- | ------------------------------------- | ------ | --------------- | ----- |
|                         | Aliança Portugal                      | 7 977  | 33,60 / 100,00  | 13,74 |
|                         | Partido Socialista                    | 5 644  | 23,77 / 100,00  | 4,31  |
|                         | Partido da Terra                      | 2 297  | 9,68 / 100,00   | 9,15  |
|                         | Coligação Democrática Unitária        | 1 933  | 8,14 / 100,00   | 2,47  |
|                         | Bloco de Esquerda                     | 1 461  | 6,15 / 100,00   | 6,85  |
|                         | LIVRE/Tempo de Avançar                | 735    | 3,10 / 100,00   | Novo  |
|                         | Partido pelos Animais e pela Natureza | 426    | 1,79 / 100,00   | Novo  |
|                         | PCTP/MRPP                             | 323    | 1,36 / 100,00   | 0,46  |
|                         | Outros                                | 700    | 2,95 / 100,00   |       |
| Votos Inválidos         | Votos Inválidos                       | 2 244  | 9,46 / 100,00   | 1,15  |
| Total                   | Total                                 | 23 740 | 100,00 / 100,00 |       |
| Eleitorado/Participação | Eleitorado/Participação               | 70 342 | 33,75 / 100,00  | 4,61  |

| Freguesia                                 | %     | %     | %     | %     | %    | %    | %    | %    | Votantes |
| Freguesia                                 | AP    | PS    | MPT   | CDU   | BE   | L    | PAN  | PCTP | Votantes |
| ----------------------------------------- | ----- | ----- | ----- | ----- | ---- | ---- | ---- | ---- | -------- |
| Aradas                                    | 36,92 | 22,48 | 8,69  | 6,51  | 5,94 | 2,95 | 2,26 | 1,13 | 2 476    |
| Cacia                                     | 27,07 | 27,69 | 11,03 | 8,61  | 5,63 | 2,13 | 1,14 | 1,89 | 2 113    |
| Eixo e Eirol                              | 32,24 | 25,72 | 9,99  | 7,18  | 5,86 | 2,45 | 1,38 | 2,57 | 1 672    |
| Esgueira                                  | 26,66 | 27,38 | 11,17 | 10,11 | 6,94 | 3,04 | 1,82 | 1,77 | 3 788    |
| Glória e Vera Cruz                        | 30,42 | 23,66 | 9,45  | 10,57 | 7,25 | 4,84 | 1,68 | 1,02 | 6 564    |
| Oliveirinha                               | 44,55 | 17,54 | 8,88  | 5,00  | 4,40 | 1,49 | 2,01 | 1,42 | 1 340    |
| Requeixo, Nossa Senhora de Fátima e Nariz | 58,90 | 14,50 | 5,63  | 2,63  | 3,83 | 1,35 | 1,05 | 0,68 | 1 331    |
| Santa Joana                               | 35,20 | 23,40 | 10,47 | 6,39  | 5,92 | 1,80 | 2,27 | 1,29 | 2 551    |
| São Bernardo                              | 37,90 | 20,56 | 9,00  | 6,63  | 5,35 | 3,16 | 2,43 | 0,73 | 1 644    |
| São Jacinto                               | 16,67 | 45,45 | 11,36 | 7,20  | 3,41 | 2,65 | 1,89 | 1,89 | 264      |
| Aveiro                                    | 33,60 | 23,77 | 9,68  | 8,14  | 6,15 | 3,10 | 1,79 | 1,36 | 23 740   |

### Castelo de Paiva
| Partido                 | Partido                        | Votos  | %               | +/-   |
| ----------------------- | ------------------------------ | ------ | --------------- | ----- |
|                         | Partido Socialista             | 1 767  | 40,94 / 100,00  | 9,88  |
|                         | Aliança Portugal               | 1 436  | 33,27 / 100,00  | 15,39 |
|                         | Partido da Terra               | 287    | 6,65 / 100,00   | 6,10  |
|                         | Bloco de Esquerda              | 166    | 3,85 / 100,00   | 3,15  |
|                         | Coligação Democrática Unitária | 143    | 3,31 / 100,00   | 0,15  |
|                         | LIVRE/Tempo de Avançar         | 57     | 1,32 / 100,00   | Novo  |
|                         | PCTP/MRPP                      | 45     | 1,04 / 100,00   | 0,08  |
|                         | Outros                         | 148    | 3,43 / 100,00   |       |
| Votos Inválidos         | Votos Inválidos                | 267    | 6,18 / 100,00   | 0,43  |
| Total                   | Total                          | 4 316  | 100,00 / 100,00 |       |
| Eleitorado/Participação | Eleitorado/Participação        | 14 716 | 29,33 / 100,00  | 1,86  |

| Freguesia                 | %     | %     | %    | %    | %    | %    | %    | Votantes |
| Freguesia                 | PS    | AP    | MPT  | BE   | CDU  | L    | PCTP | Votantes |
| ------------------------- | ----- | ----- | ---- | ---- | ---- | ---- | ---- | -------- |
| Fornos                    | 50,62 | 29,93 | 3,74 | 2,74 | 2,99 | 0,75 | 0,75 | 401      |
| Raiva, Pedorido e Paraíso | 44,98 | 23,79 | 6,66 | 5,97 | 5,54 | 1,04 | 1,47 | 1 156    |
| Real                      | 49,41 | 29,71 | 5,00 | 3,24 | 0,88 | 1,47 | 0,59 | 340      |
| Santa Maria de Sardoura   | 33,61 | 43,31 | 5,52 | 2,17 | 2,84 | 1,51 | 1,00 | 598      |
| São Martinho de Sardoura  | 33,22 | 42,40 | 7,24 | 4,77 | 2,12 | 2,30 | 1,24 | 566      |
| Sobrado e Bairros         | 38,80 | 35,14 | 8,29 | 2,79 | 2,79 | 1,20 | 0,80 | 1 255    |
| Castelo de Paiva          | 40,94 | 33,27 | 6,65 | 3,85 | 3,31 | 1,32 | 1,04 | 4 316    |

### Espinho
| Partido                 | Partido                               | Votos  | %               | +/-   |
| ----------------------- | ------------------------------------- | ------ | --------------- | ----- |
|                         | Partido Socialista                    | 4 170  | 32,59 / 100,00  | 6,02  |
|                         | Aliança Portugal                      | 3 586  | 28,03 / 100,00  | 11,13 |
|                         | Coligação Democrática Unitária        | 1 475  | 11,53 / 100,00  | 0,25  |
|                         | Partido da Terra                      | 1 034  | 8,08 / 100,00   | 7,70  |
|                         | Bloco de Esquerda                     | 621    | 4,85 / 100,00   | 5,23  |
|                         | PCTP/MRPP                             | 262    | 2,05 / 100,00   | 0,56  |
|                         | LIVRE/Tempo de Avançar                | 204    | 1,59 / 100,00   | Novo  |
|                         | Partido pelos Animais e pela Natureza | 163    | 1,27 / 100,00   | Novo  |
|                         | Outros                                | 378    | 2,96 / 100,00   |       |
| Votos Inválidos         | Votos Inválidos                       | 902    | 7,05 / 100,00   | 0,92  |
| Total                   | Total                                 | 12 795 | 100,00 / 100,00 |       |
| Eleitorado/Participação | Eleitorado/Participação               | 30 646 | 41,75 / 100,00  | 3,96  |

| Freguesia     | %     | %     | %     | %    | %    | %    | %    | %    | Votantes |
| Freguesia     | PS    | AP    | CDU   | MPT  | BE   | PCTP | L    | PAN  | Votantes |
| ------------- | ----- | ----- | ----- | ---- | ---- | ---- | ---- | ---- | -------- |
| Anta e Guetim | 31,35 | 27,50 | 11,42 | 8,02 | 5,04 | 2,54 | 1,67 | 1,34 | 4 564    |
| Espinho       | 25,56 | 35,47 | 10,38 | 8,41 | 5,13 | 1,20 | 1,79 | 1,65 | 4 421    |
| Paramos       | 38,22 | 23,00 | 11,66 | 9,80 | 5,18 | 2,02 | 1,46 | 0,57 | 1 235    |
| Silvalde      | 44,16 | 18,60 | 13,63 | 6,80 | 3,88 | 2,64 | 1,20 | 0,85 | 2 575    |
| Espinho       | 32,59 | 28,03 | 11,53 | 8,08 | 4,85 | 2,05 | 1,59 | 1,27 | 12 795   |

### Estarreja
| Partido                 | Partido                               | Votos  | %               | +/-   |
| ----------------------- | ------------------------------------- | ------ | --------------- | ----- |
|                         | Aliança Portugal                      | 2 643  | 35,00 / 100,00  | 15,89 |
|                         | Partido Socialista                    | 1 928  | 25,53 / 100,00  | 4,91  |
|                         | Coligação Democrática Unitária        | 681    | 9,02 / 100,00   | 2,30  |
|                         | Partido da Terra                      | 675    | 8,94 / 100,00   | 8,34  |
|                         | Bloco de Esquerda                     | 267    | 3,54 / 100,00   | 5,66  |
|                         | PCTP/MRPP                             | 164    | 2,17 / 100,00   | 1,04  |
|                         | LIVRE/Tempo de Avançar                | 119    | 1,58 / 100,00   | Novo  |
|                         | Partido pelos Animais e pela Natureza | 100    | 1,32 / 100,00   | Novo  |
|                         | Outros                                | 276    | 3,65 / 100,00   |       |
| Votos Inválidos         | Votos Inválidos                       | 698    | 9,24 / 100,00   | 2,10  |
| Total                   | Total                                 | 7 551  | 100,00 / 100,00 |       |
| Eleitorado/Participação | Eleitorado/Participação               | 24 745 | 30,52 / 100,00  | 2,01  |

| Freguesia         | %     | %     | %     | %     | %    | %    | %    | %    | Votantes |
| Freguesia         | AP    | PS    | CDU   | MPT   | BE   | PCTP | L    | PAN  | Votantes |
| ----------------- | ----- | ----- | ----- | ----- | ---- | ---- | ---- | ---- | -------- |
| Avanca            | 32,37 | 27,01 | 6,58  | 9,99  | 3,79 | 2,01 | 1,67 | 1,28 | 1 792    |
| Beduído e Veiros  | 33,06 | 27,05 | 9,94  | 8,06  | 3,68 | 2,37 | 1,77 | 1,38 | 2 828    |
| Canelas e Fermelã | 38,18 | 21,44 | 11,60 | 10,39 | 3,72 | 2,41 | 1,42 | 1,31 | 914      |
| Pardilhó          | 36,09 | 23,20 | 12,78 | 8,06  | 3,11 | 2,26 | 0,97 | 1,29 | 931      |
| Salreu            | 40,79 | 24,59 | 5,25  | 9,02  | 2,95 | 1,66 | 1,57 | 1,29 | 1 086    |
| Estarreja         | 35,00 | 25,53 | 9,02  | 8,94  | 3,54 | 2,17 | 1,58 | 1,32 | 7 551    |

### Ílhavo
| Partido                 | Partido                               | Votos  | %               | +/-   |
| ----------------------- | ------------------------------------- | ------ | --------------- | ----- |
|                         | Aliança Portugal                      | 3 430  | 34,62 / 100,00  | 14,80 |
|                         | Partido Socialista                    | 2 341  | 23,63 / 100,00  | 4,13  |
|                         | Partido da Terra                      | 963    | 9,72 / 100,00   | 9,09  |
|                         | Coligação Democrática Unitária        | 758    | 7,65 / 100,00   | 2,08  |
|                         | Bloco de Esquerda                     | 507    | 5,12 / 100,00   | 6,69  |
|                         | LIVRE/Tempo de Avançar                | 205    | 2,07 / 100,00   | Novo  |
|                         | Partido pelos Animais e pela Natureza | 182    | 1,84 / 100,00   | Novo  |
|                         | PCTP/MRPP                             | 138    | 1,39 / 100,00   | 0,34  |
|                         | Outros                                | 362    | 3,64 / 100,00   |       |
| Votos Inválidos         | Votos Inválidos                       | 1 022  | 10,32 / 100,00  | 2,56  |
| Total                   | Total                                 | 9 908  | 100,00 / 100,00 |       |
| Eleitorado/Participação | Eleitorado/Participação               | 35 892 | 27,61 / 100,00  | 3,17  |

| Freguesia             | %     | %     | %     | %    | %    | %    | %    | %    | Votantes |
| Freguesia             | AP    | PS    | MPT   | CDU  | BE   | L    | PAN  | PCTP | Votantes |
| --------------------- | ----- | ----- | ----- | ---- | ---- | ---- | ---- | ---- | -------- |
| Gafanha da Encarnação | 41,48 | 20,32 | 7,00  | 6,58 | 4,13 | 2,45 | 1,94 | 1,60 | 1 186    |
| Gafanha da Nazaré     | 34,53 | 21,94 | 11,00 | 6,96 | 5,45 | 1,94 | 1,84 | 1,10 | 3 910    |
| Gafanha do Carmo      | 43,73 | 26,78 | 6,39  | 4,67 | 3,69 | 0,98 | 1,72 | 1,47 | 407      |
| Ílhavo (São Salvador) | 32,01 | 25,72 | 9,63  | 8,83 | 5,22 | 2,18 | 1,82 | 1,59 | 4 405    |
| Ílhavo                | 34,62 | 23,63 | 9,72  | 7,65 | 5,12 | 2,07 | 1,84 | 1,39 | 9 908    |

### Mealhada
| Partido                 | Partido                               | Votos  | %               | +/-   |
| ----------------------- | ------------------------------------- | ------ | --------------- | ----- |
|                         | Partido Socialista                    | 2 228  | 39,94 / 100,00  | 6,50  |
|                         | Aliança Portugal                      | 1 263  | 22,64 / 100,00  | 11,69 |
|                         | Coligação Democrática Unitária        | 559    | 10,02 / 100,00  | 2,30  |
|                         | Partido da Terra                      | 416    | 7,46 / 100,00   | 7,03  |
|                         | Bloco de Esquerda                     | 254    | 4,55 / 100,00   | 7,54  |
|                         | LIVRE/Tempo de Avançar                | 74     | 1,33 / 100,00   | Novo  |
|                         | Partido pelos Animais e pela Natureza | 74     | 1,33 / 100,00   | Novo  |
|                         | PCTP/MRPP                             | 71     | 1,27 / 100,00   | 0,35  |
|                         | Outros                                | 128    | 2,28 / 100,00   |       |
| Votos Inválidos         | Votos Inválidos                       | 511    | 9,16 / 100,00   | 0,45  |
| Total                   | Total                                 | 5 578  | 100,00 / 100,00 |       |
| Eleitorado/Participação | Eleitorado/Participação               | 18 769 | 29,72 / 100,00  | 2,03  |

| Freguesia                           | %     | %     | %     | %    | %    | %    | %    | %    | Votantes |
| Freguesia                           | PS    | AP    | CDU   | MPT  | BE   | L    | PAN  | PCTP | Votantes |
| ----------------------------------- | ----- | ----- | ----- | ---- | ---- | ---- | ---- | ---- | -------- |
| Barcouço                            | 39,78 | 23,72 | 11,50 | 7,66 | 4,56 | 1,09 | 2,01 | 0,36 | 548      |
| Casal Comba                         | 46,09 | 20,50 | 6,99  | 7,35 | 4,86 | 1,07 | 1,30 | 1,42 | 844      |
| Luso                                | 39,81 | 21,72 | 11,80 | 8,45 | 4,02 | 1,21 | 1,34 | 2,01 | 746      |
| Mealhada, Ventosa do Bairro e Antes | 34,98 | 27,97 | 8,97  | 6,78 | 4,37 | 1,79 | 1,57 | 1,23 | 1 784    |
| Pampilhosa                          | 40,61 | 16,97 | 11,82 | 9,66 | 5,69 | 0,54 | 1,08 | 1,35 | 1 108    |
| Vacariça                            | 45,62 | 20,26 | 10,58 | 3,83 | 3,10 | 2,19 | 0,36 | 0,91 | 548      |
| Mealhada                            | 39,94 | 22,64 | 10,02 | 7,46 | 4,55 | 1,33 | 1,33 | 1,27 | 5 578    |

### Murtosa
| Partido                 | Partido                               | Votos | %               | +/-   |
| ----------------------- | ------------------------------------- | ----- | --------------- | ----- |
|                         | Aliança Portugal                      | 1 284 | 52,13 / 100,00  | 11,42 |
|                         | Partido Socialista                    | 432   | 17,54 / 100,00  | 3,98  |
|                         | Partido da Terra                      | 169   | 6,86 / 100,00   | 6,29  |
|                         | Coligação Democrática Unitária        | 136   | 5,52 / 100,00   | 1,05  |
|                         | Bloco de Esquerda                     | 58    | 2,35 / 100,00   | 4,58  |
|                         | PCTP/MRPP                             | 35    | 1,42 / 100,00   | 0,42  |
|                         | Partido pelos Animais e pela Natureza | 29    | 1,18 / 100,00   | Novo  |
|                         | Partido da Nova Democracia            | 27    | 1,10 / 100,00   | -     |
|                         | LIVRE/Tempo de Avançar                | 26    | 1,06 / 100,00   | Novo  |
|                         | Outros                                | 59    | 2,40 / 100,00   |       |
| Votos Inválidos         | Votos Inválidos                       | 208   | 8,44 / 100,00   | 2,22  |
| Total                   | Total                                 | 2 463 | 100,00 / 100,00 |       |
| Eleitorado/Participação | Eleitorado/Participação               | 9 988 | 24,66 / 100,00  | 2,37  |

| Freguesia | %     | %     | %    | %    | %    | %    | %    | %    | %    | Votantes |
| Freguesia | AP    | PS    | MPT  | CDU  | BE   | PCTP | PAN  | PND  | L    | Votantes |
| --------- | ----- | ----- | ---- | ---- | ---- | ---- | ---- | ---- | ---- | -------- |
| Bunheiro  | 56,89 | 15,69 | 7,91 | 4,37 | 1,77 | 1,23 | 0,82 | 0,68 | 0,55 | 733      |
| Monte     | 46,69 | 22,59 | 6,93 | 5,72 | 4,22 | 0,90 | 0,60 | 2,11 | 0,90 | 332      |
| Murtosa   | 58,03 | 14,77 | 4,53 | 4,53 | 1,94 | 1,04 | 1,42 | 1,30 | 1,68 | 772      |
| Torreira  | 42,17 | 20,45 | 8,47 | 7,99 | 2,56 | 2,40 | 1,60 | 0,80 | 0,96 | 626      |
| Murtosa   | 52,13 | 17,54 | 6,86 | 5,52 | 2,35 | 1,42 | 1,18 | 1,10 | 1,06 | 2 463    |

### Oliveira de Azeméis
| Partido                 | Partido                               | Votos  | %               | +/-   |
| ----------------------- | ------------------------------------- | ------ | --------------- | ----- |
|                         | Aliança Portugal                      | 7 392  | 34,01 / 100,00  | 14,33 |
|                         | Partido Socialista                    | 6 860  | 31,56 / 100,00  | 5,75  |
|                         | Partido da Terra                      | 1 995  | 9,18 / 100,00   | 8,77  |
|                         | Coligação Democrática Unitária        | 1 140  | 5,24 / 100,00   | 0,98  |
|                         | Bloco de Esquerda                     | 781    | 3,59 / 100,00   | 4,80  |
|                         | LIVRE/Tempo de Avançar                | 341    | 1,57 / 100,00   | Novo  |
|                         | PCTP/MRPP                             | 299    | 1,38 / 100,00   | 0,16  |
|                         | Partido pelos Animais e pela Natureza | 287    | 1,32 / 100,00   | Novo  |
|                         | Outros                                | 806    | 3,90 / 100,00   |       |
| Votos Inválidos         | Votos Inválidos                       | 1 836  | 8,44 / 100,00   | 1,32  |
| Total                   | Total                                 | 21 737 | 100,00 / 100,00 |       |
| Eleitorado/Participação | Eleitorado/Participação               | 61 078 | 35,59 / 100,00  | 3,42  |

| Freguesia                               | %     | %     | %     | %    | %    | %    | %    | %    | Votantes |
| Freguesia                               | AP    | PS    | MPT   | CDU  | BE   | L    | PCTP | PAN  | Votantes |
| --------------------------------------- | ----- | ----- | ----- | ---- | ---- | ---- | ---- | ---- | -------- |
| Carregosa                               | 39,14 | 23,12 | 9,25  | 3,96 | 3,06 | 1,40 | 1,90 | 2,23 | 1 211    |
| Cesar                                   | 36,72 | 29,34 | 9,69  | 4,43 | 2,86 | 1,20 | 1,20 | 1,01 | 1 084    |
| Fajões                                  | 41,02 | 24,33 | 8,92  | 6,37 | 3,59 | 1,27 | 1,51 | 0,35 | 863      |
| Loureiro                                | 48,96 | 24,84 | 7,50  | 1,63 | 2,44 | 0,99 | 1,63 | 0,90 | 1 107    |
| Macieira de Sarnes                      | 24,38 | 34,08 | 9,04  | 9,96 | 4,06 | 2,10 | 1,70 | 1,97 | 763      |
| Nogueira do Cravo e Pindelo             | 30,34 | 34,14 | 11,13 | 5,83 | 2,62 | 1,34 | 1,77 | 1,23 | 1 869    |
| Oliveira de Azeméis                     | 34,20 | 29,84 | 9,58  | 4,78 | 4,60 | 2,03 | 1,39 | 1,39 | 6 398    |
| Ossela                                  | 45,19 | 27,63 | 7,18  | 3,82 | 1,98 | 1,37 | 0,61 | 1,68 | 655      |
| Pinheiro da Bemposta, Travanca e Palmaz | 38,23 | 30,15 | 7,88  | 3,40 | 2,41 | 1,63 | 0,99 | 1,43 | 2 030    |
| São Martinho da Gândara                 | 39,38 | 33,14 | 8,17  | 3,86 | 3,27 | 0,30 | 1,63 | 0,74 | 673      |
| São Roque                               | 31,51 | 35,89 | 10,50 | 3,35 | 3,58 | 1,33 | 1,27 | 1,27 | 1 733    |
| Vila de Cucujães                        | 23,87 | 39,75 | 8,48  | 9,01 | 4,03 | 1,52 | 1,19 | 1,25 | 3 351    |
| Oliveira de Azeméis                     | 34,01 | 31,56 | 9,18  | 5,24 | 3,59 | 1,57 | 1,38 | 1,32 | 21 737   |

### Oliveira do Bairro
| Partido                 | Partido                        | Votos  | %               | +/-   |
| ----------------------- | ------------------------------ | ------ | --------------- | ----- |
|                         | Aliança Portugal               | 3 531  | 56,70 / 100,00  | 11,72 |
|                         | Partido Socialista             | 845    | 13,57 / 100,00  | 2,50  |
|                         | Partido da Terra               | 438    | 7,03 / 100,00   | 6,66  |
|                         | Coligação Democrática Unitária | 249    | 4,00 / 100,00   | 0,54  |
|                         | Bloco de Esquerda              | 168    | 2,70 / 100,00   | 3,06  |
|                         | LIVRE/Tempo de Avançar         | 81     | 1,30 / 100,00   | Novo  |
|                         | Outros                         | 325    | 5,23 / 100,00   |       |
| Votos Inválidos         | Votos Inválidos                | 590    | 9,47 / 100,00   | 2,14  |
| Total                   | Total                          | 6 227  | 100,00 / 100,00 |       |
| Eleitorado/Participação | Eleitorado/Participação        | 21 038 | 29,60 / 100,00  | 5,18  |

| Freguesia                     | %     | %     | %    | %    | %    | %    | Votantes |
| Freguesia                     | AP    | PS    | MPT  | CDU  | BE   | L    | Votantes |
| ----------------------------- | ----- | ----- | ---- | ---- | ---- | ---- | -------- |
| Bustos, Troviscal e Mamarrosa | 58,61 | 12,39 | 7,88 | 3,56 | 2,31 | 0,90 | 1 993    |
| Oiã                           | 55,39 | 14,16 | 6,92 | 4,81 | 3,33 | 1,27 | 1 892    |
| Oliveira do Bairro            | 50,10 | 16,23 | 7,00 | 5,12 | 2,96 | 1,82 | 1 485    |
| Palhaça                       | 66,63 | 10,39 | 5,37 | 1,28 | 1,75 | 1,40 | 857      |
| Oliveira do Bairro            | 56,70 | 13,57 | 7,03 | 4,00 | 2,70 | 1,30 | 6 227    |

### Ovar
| Partido                 | Partido                               | Votos  | %               | +/-   |
| ----------------------- | ------------------------------------- | ------ | --------------- | ----- |
|                         | Partido Socialista                    | 5 539  | 32,35 / 100,00  | 5,65  |
|                         | Aliança Portugal                      | 4 522  | 26,41 / 100,00  | 11,04 |
|                         | Coligação Democrática Unitária        | 1 764  | 10,30 / 100,00  | 1,06  |
|                         | Partido da Terra                      | 1 502  | 8,77 / 100,00   | 8,22  |
|                         | Bloco de Esquerda                     | 936    | 5,47 / 100,00   | 7,24  |
|                         | PCTP/MRPP                             | 336    | 1,96 / 100,00   | 0,09  |
|                         | LIVRE/Tempo de Avançar                | 300    | 1,75 / 100,00   | Novo  |
|                         | Partido pelos Animais e pela Natureza | 207    | 1,21 / 100,00   | Novo  |
|                         | Outros                                | 563    | 3,30 / 100,00   |       |
| Votos Inválidos         | Votos Inválidos                       | 1 454  | 8,49 / 100,00   | 0,73  |
| Total                   | Total                                 | 17 123 | 100,00 / 100,00 |       |
| Eleitorado/Participação | Eleitorado/Participação               | 49 931 | 34,29 / 100,00  | 2,16  |

| Freguesia | %     | %     | %     | %    | %    | %    | %    | %    | Votantes |
| Freguesia | PS    | AP    | CDU   | MPT  | BE   | PCTP | L    | PAN  | Votantes |
| --------- | ----- | ----- | ----- | ---- | ---- | ---- | ---- | ---- | -------- |
| Cortegaça | 37,09 | 28,91 | 7,23  | 7,67 | 3,83 | 1,99 | 1,40 | 1,62 | 1 356    |
| Esmoriz   | 33,32 | 28,24 | 6,84  | 9,76 | 4,62 | 1,73 | 1,39 | 1,37 | 3 874    |
| Maceda    | 39,18 | 24,25 | 9,33  | 6,62 | 4,57 | 1,87 | 0,84 | 0,93 | 1 072    |
| Ovar      | 30,06 | 24,76 | 12,82 | 9,03 | 6,45 | 2,03 | 2,20 | 1,23 | 9 096    |
| Válega    | 34,26 | 30,38 | 7,83  | 7,42 | 4,00 | 2,14 | 1,04 | 0,58 | 1 725    |
| Ovar      | 32,35 | 26,41 | 10,30 | 8,77 | 5,47 | 1,96 | 1,75 | 1,21 | 17 123   |

### Santa Maria da Feira
| Partido                 | Partido                               | Votos   | %               | +/-   |
| ----------------------- | ------------------------------------- | ------- | --------------- | ----- |
|                         | Partido Socialista                    | 15 629  | 34,52 / 100,00  | 4,94  |
|                         | Aliança Portugal                      | 13 894  | 30,69 / 100,00  | 11,94 |
|                         | Partido da Terra                      | 3 965   | 8,76 / 100,00   | 8,28  |
|                         | Coligação Democrática Unitária        | 2 542   | 5,62 / 100,00   | 0,28  |
|                         | Bloco de Esquerda                     | 1 967   | 4,34 / 100,00   | 5,75  |
|                         | PCTP/MRPP                             | 713     | 1,57 / 100,00   | 0,15  |
|                         | LIVRE/Tempo de Avançar                | 696     | 1,54 / 100,00   | Novo  |
|                         | Partido pelos Animais e pela Natureza | 543     | 1,20 / 100,00   | Novo  |
|                         | Outros                                | 1 599   | 3,53 / 100,00   |       |
| Votos Inválidos         | Votos Inválidos                       | 3 723   | 8,22 / 100,00   | 1,35  |
| Total                   | Total                                 | 45 271  | 100,00 / 100,00 |       |
| Eleitorado/Participação | Eleitorado/Participação               | 125 739 | 36,00 / 100,00  | 2,55  |

| Freguesia                       | %     | %     | %     | %     | %    | %    | %    | %    | Votantes |
| Freguesia                       | PS    | AP    | MPT   | CDU   | BE   | PCTP | L    | PAN  | Votantes |
| ------------------------------- | ----- | ----- | ----- | ----- | ---- | ---- | ---- | ---- | -------- |
| Argoncilhe                      | 32,95 | 33,63 | 8,36  | 4,38  | 4,15 | 1,38 | 1,82 | 1,25 | 2 965    |
| Arrifana                        | 38,83 | 27,02 | 8,22  | 4,64  | 3,59 | 1,56 | 1,20 | 1,01 | 2 761    |
| Caldas de São Jorge e Pigeiros  | 36,41 | 27,49 | 7,35  | 7,11  | 3,16 | 1,50 | 2,05 | 1,34 | 1 266    |
| Canedo, Vale e Vila Maior       | 26,42 | 42,78 | 7,26  | 3,95  | 4,04 | 1,72 | 1,12 | 1,37 | 2 328    |
| Escapães                        | 32,75 | 32,75 | 8,89  | 6,18  | 3,67 | 1,26 | 2,22 | 0,77 | 1 035    |
| Fiães                           | 38,26 | 26,46 | 7,85  | 8,81  | 4,90 | 1,87 | 1,20 | 0,92 | 2 509    |
| Fornos                          | 32,83 | 29,53 | 9,81  | 6,71  | 4,40 | 1,60 | 2,20 | 0,70 | 999      |
| Lobão, Gião, Louredo e Guisande | 29,75 | 38,97 | 8,57  | 3,71  | 3,47 | 1,19 | 1,63 | 1,33 | 2 941    |
| Lourosa                         | 38,64 | 29,23 | 9,60  | 3,91  | 4,40 | 1,39 | 1,26 | 1,07 | 3 093    |
| Milheirós de Poiares            | 38,07 | 27,48 | 9,47  | 5,51  | 2,93 | 1,81 | 1,64 | 0,95 | 1 161    |
| Mozelos                         | 36,88 | 26,55 | 9,30  | 6,32  | 5,13 | 2,03 | 1,35 | 1,07 | 2 516    |
| Nogueira da Regedoura           | 35,11 | 31,69 | 7,57  | 6,69  | 4,36 | 1,09 | 1,71 | 1,45 | 1 928    |
| Paços de Brandão                | 29,17 | 38,53 | 7,85  | 4,52  | 4,11 | 1,61 | 1,35 | 0,99 | 1 923    |
| Rio Meão                        | 35,22 | 30,27 | 8,42  | 5,67  | 4,02 | 1,49 | 1,32 | 1,65 | 1 817    |
| Romariz                         | 34,82 | 36,99 | 7,47  | 2,46  | 2,74 | 0,66 | 1,14 | 0,19 | 1 057    |
| Sanguedo                        | 33,82 | 30,82 | 8,27  | 5,91  | 2,73 | 1,55 | 1,27 | 2,27 | 1 100    |
| Santa Maria da Feira            | 30,53 | 30,50 | 10,00 | 5,47  | 5,09 | 1,48 | 2,25 | 1,48 | 5 522    |
| Santa Maria de Lamas            | 37,51 | 31,01 | 7,88  | 4,21  | 4,88 | 1,55 | 1,49 | 1,60 | 1 877    |
| São João de Ver                 | 38,11 | 23,55 | 10,43 | 6,47  | 6,30 | 2,03 | 1,41 | 0,96 | 2 905    |
| São Miguel do Souto e Mosteirô  | 38,45 | 26,56 | 9,34  | 4,67  | 4,87 | 1,31 | 0,90 | 1,41 | 1 992    |
| São Paio de Oleiros             | 35,28 | 22,91 | 8,82  | 14,28 | 4,12 | 2,86 | 1,40 | 0,57 | 1 576    |
| Santa Maria da Feira            | 34,52 | 30,69 | 8,76  | 5,62  | 4,34 | 1,57 | 1,54 | 1,20 | 45 271   |

### São João da Madeira
| Partido                 | Partido                               | Votos  | %               | +/-   |
| ----------------------- | ------------------------------------- | ------ | --------------- | ----- |
|                         | Partido Socialista                    | 2 522  | 33,55 / 100,00  | 4,92  |
|                         | Aliança Portugal                      | 2 160  | 28,73 / 100,00  | 10,74 |
|                         | Coligação Democrática Unitária        | 675    | 8,98 / 100,00   | 2,41  |
|                         | Partido da Terra                      | 627    | 8,34 / 100,00   | 7,83  |
|                         | Bloco de Esquerda                     | 367    | 4,88 / 100,00   | 6,88  |
|                         | LIVRE/Tempo de Avançar                | 132    | 1,76 / 100,00   | Novo  |
|                         | Partido pelos Animais e pela Natureza | 118    | 1,57 / 100,00   | Novo  |
|                         | PCTP/MRPP                             | 110    | 1,46 / 100,00   | 0,48  |
|                         | Outros                                | 197    | 2,62 / 100,00   |       |
| Votos Inválidos         | Votos Inválidos                       | 609    | 8,10 / 100,00   | 0,66  |
| Total                   | Total                                 | 7 517  | 100,00 / 100,00 |       |
| Eleitorado/Participação | Eleitorado/Participação               | 20 343 | 36,95 / 100,00  | 3,64  |

| Freguesia           | %     | %     | %    | %    | %    | %    | %    | %    | Votantes |
| Freguesia           | PS    | AP    | CDU  | MPT  | BE   | L    | PAN  | PCTP | Votantes |
| ------------------- | ----- | ----- | ---- | ---- | ---- | ---- | ---- | ---- | -------- |
| São João da Madeira | 33,55 | 28,73 | 8,98 | 8,34 | 4,88 | 1,76 | 1,57 | 1,46 | 7 517    |
| São João da Madeira | 33,55 | 28,73 | 8,98 | 8,34 | 4,88 | 1,76 | 1,57 | 1,46 | 7 517    |

### Sever do Vouga
| Partido                 | Partido                        | Votos  | %               | +/-   |
| ----------------------- | ------------------------------ | ------ | --------------- | ----- |
|                         | Aliança Portugal               | 1 893  | 47,89 / 100,00  | 13,34 |
|                         | Partido Socialista             | 834    | 21,10 / 100,00  | 4,56  |
|                         | Partido da Terra               | 323    | 8,17 / 100,00   | 7,81  |
|                         | Coligação Democrática Unitária | 147    | 3,72 / 100,00   | 0,25  |
|                         | Bloco de Esquerda              | 97     | 2,45 / 100,00   | 3,69  |
|                         | LIVRE/Tempo de Avançar         | 48     | 1,21 / 100,00   | Novo  |
|                         | PCTP/MRPP                      | 46     | 1,16 / 100,00   | 0,39  |
|                         | Outros                         | 170    | 4,30 / 100,00   |       |
| Votos Inválidos         | Votos Inválidos                | 395    | 9,99 / 100,00   | 1,53  |
| Total                   | Total                          | 3 953  | 100,00 / 100,00 |       |
| Eleitorado/Participação | Eleitorado/Participação        | 11 603 | 34,07 / 100,00  | 6,10  |

| Freguesia               | %     | %     | %     | %    | %    | %    | %    | Votantes |
| Freguesia               | AP    | PS    | MPT   | CDU  | BE   | L    | PCTP | Votantes |
| ----------------------- | ----- | ----- | ----- | ---- | ---- | ---- | ---- | -------- |
| Cedrim e Paradela       | 46,62 | 18,95 | 10,46 | 4,79 | 3,05 | 0,44 | 1,09 | 459      |
| Couto de Esteves        | 59,05 | 20,47 | 4,45  | 0,89 | 0,89 | 1,48 | 0,89 | 337      |
| Pessegueiro do Vouga    | 52,79 | 17,70 | 6,07  | 3,93 | 2,46 | 1,31 | 1,31 | 610      |
| Rocas do Vouga          | 45,84 | 27,29 | 4,48  | 3,62 | 2,77 | 2,13 | 1,07 | 469      |
| Sever do Vouga          | 44,74 | 17,67 | 10,96 | 3,91 | 3,02 | 1,23 | 1,23 | 894      |
| Silva Escura e Dornelas | 45,87 | 20,84 | 9,31  | 3,93 | 2,10 | 1,18 | 1,31 | 763      |
| Talhadas                | 45,84 | 29,69 | 7,84  | 3,80 | 2,14 | 0,71 | 0,95 | 421      |
| Sever do Vouga          | 47,89 | 21,10 | 8,17  | 3,72 | 2,45 | 1,21 | 1,16 | 3 953    |

### Vagos
| Partido                 | Partido                               | Votos  | %               | +/-   |
| ----------------------- | ------------------------------------- | ------ | --------------- | ----- |
|                         | Aliança Portugal                      | 3 560  | 60,37 / 100,00  | 12,20 |
|                         | Partido Socialista                    | 804    | 13,63 / 100,00  | 4,88  |
|                         | Partido da Terra                      | 335    | 5,68 / 100,00   | 5,37  |
|                         | Coligação Democrática Unitária        | 185    | 3,14 / 100,00   | 1,02  |
|                         | Bloco de Esquerda                     | 171    | 2,90 / 100,00   | 2,46  |
|                         | LIVRE/Tempo de Avançar                | 73     | 1,24 / 100,00   | Novo  |
|                         | Partido pelos Animais e pela Natureza | 67     | 1,14 / 100,00   | Novo  |
|                         | Outros                                | 238    | 4,02 / 100,00   |       |
| Votos Inválidos         | Votos Inválidos                       | 464    | 7,86 / 100,00   | 1,03  |
| Total                   | Total                                 | 5 897  | 100,00 / 100,00 |       |
| Eleitorado/Participação | Eleitorado/Participação               | 22 654 | 26,03 / 100,00  | 5,22  |

| Freguesia                       | %     | %     | %    | %    | %    | %    | %    | Votantes |
| Freguesia                       | AP    | PS    | MPT  | CDU  | BE   | L    | PAN  | Votantes |
| ------------------------------- | ----- | ----- | ---- | ---- | ---- | ---- | ---- | -------- |
| Calvão                          | 61,78 | 9,96  | 7,07 | 2,17 | 2,17 | 0,91 | 1,81 | 552      |
| Fonte de Angeão e Covão do Lobo | 68,89 | 8,98  | 3,87 | 1,55 | 1,39 | 0,77 | 0,31 | 646      |
| Gafanha da Boa Hora             | 54,27 | 17,07 | 7,52 | 3,05 | 2,64 | 2,03 | 1,42 | 492      |
| Ouca                            | 70,55 | 7,99  | 3,42 | 2,05 | 2,97 | 1,14 | 0,91 | 438      |
| Ponte de Vagos e Santa Catarina | 68,03 | 9,81  | 4,33 | 2,68 | 1,53 | 1,40 | 1,02 | 785      |
| Santo André de Vagos            | 73,31 | 7,33  | 6,39 | 1,32 | 1,69 | 1,13 | 0,38 | 532      |
| Sosa                            | 55,40 | 18,23 | 5,61 | 3,79 | 3,23 | 0,70 | 0,70 | 713      |
| Vagos e Santo António           | 50,55 | 18,75 | 6,38 | 4,83 | 4,60 | 1,50 | 1,67 | 1 739    |
| Vagos                           | 60,37 | 13,63 | 5,68 | 3,14 | 2,90 | 1,24 | 1,14 | 5 897    |

### Vale de Cambra
| Partido                 | Partido                               | Votos  | %               | +/-   |
| ----------------------- | ------------------------------------- | ------ | --------------- | ----- |
|                         | Aliança Portugal                      | 3 277  | 39,57 / 100,00  | 12,15 |
|                         | Partido Socialista                    | 2 084  | 25,17 / 100,00  | 4,18  |
|                         | Partido da Terra                      | 724    | 8,74 / 100,00   | 8,23  |
|                         | Coligação Democrática Unitária        | 352    | 4,25 / 100,00   | 0,08  |
|                         | Bloco de Esquerda                     | 307    | 3,71 / 100,00   | 4,96  |
|                         | LIVRE/Tempo de Avançar                | 129    | 1,56 / 100,00   | Novo  |
|                         | Partido pelos Animais e pela Natureza | 105    | 1,27 / 100,00   | Novo  |
|                         | PCTP/MRPP                             | 91     | 1,10 / 100,00   | 0,04  |
|                         | Partido da Nova Democracia            | 85     | 1,03 / 100,00   | -     |
|                         | Outros                                | 241    | 2,92 / 100,00   |       |
| Votos Inválidos         | Votos Inválidos                       | 886    | 10,70 / 100,00  | 2,78  |
| Total                   | Total                                 | 8 281  | 100,00 / 100,00 |       |
| Eleitorado/Participação | Eleitorado/Participação               | 22 334 | 37,08 / 100,00  | 3,82  |

| Freguesia                               | %     | %     | %     | %    | %    | %    | %    | %    | %    | Votantes |
| Freguesia                               | AP    | PS    | MPT   | CDU  | BE   | L    | PAN  | PCTP | PND  | Votantes |
| --------------------------------------- | ----- | ----- | ----- | ---- | ---- | ---- | ---- | ---- | ---- | -------- |
| Arões                                   | 59,93 | 15,60 | 3,55  | 1,60 | 1,95 | 1,06 | 0,35 | 0,71 | 0,35 | 564      |
| Cepelos                                 | 51,14 | 19,25 | 6,42  | 3,73 | 2,07 | 0,83 | 1,04 | 0,83 | 1,66 | 483      |
| Junqueira                               | 63,66 | 12,11 | 4,41  | 1,32 | 2,20 | 0,44 | 1,10 | 1,10 | 1,10 | 454      |
| Macieira de Cambra                      | 27,80 | 35,72 | 9,97  | 4,93 | 4,81 | 1,29 | 1,58 | 0,76 | 0,94 | 1 705    |
| Roge                                    | 39,71 | 30,14 | 9,03  | 1,26 | 2,35 | 1,62 | 0,72 | 1,44 | 0,72 | 554      |
| São Pedro de Castelões                  | 38,72 | 23,02 | 8,97  | 4,80 | 4,37 | 1,73 | 1,22 | 1,46 | 1,10 | 2 541    |
| Vila Chã, Codal e Vila Cova de Perrinho | 36,62 | 24,60 | 10,35 | 5,35 | 3,54 | 2,12 | 1,57 | 1,01 | 1,11 | 1 980    |
| Vale de Cambra                          | 39,57 | 25,17 | 8,74  | 4,25 | 3,71 | 1,56 | 1,27 | 1,10 | 1,03 | 8 281    |